# Johann David Michaelis
Johann David Michaelis, né le 27 février 1717 à Halle-sur-Saale et mort le 22 août 1791 à  Göttingen), est un hébraïsant, orientaliste, philosophe et érudit allemand. Il exerce une influence importante sur ses contemporains, notamment par ses cours à l'université de Halle.
En philosophie, il subit l'influence de Siegmund Baumgarten (1706–1757).
Dans le domaine des langues orientales, il a pour disciple le père du philosophe Schelling. Quelques années plus tard, la fille de Michaelis, Caroline, épouse Schelling (après avoir épousé Auguste Schlegel).
Son intelligence le porte en de multiples directions : l'histoire, la littérature ancienne mais aussi moderne, et, principalement, la géographie et les sciences naturelles. Il commence son parcours universitaire comme auditeur de médecine ;  dans son autobiographie, il regrette ne pas avoir choisi la profession médicale.
Michaelis a traduit en allemand la Clarissa de Richardson.

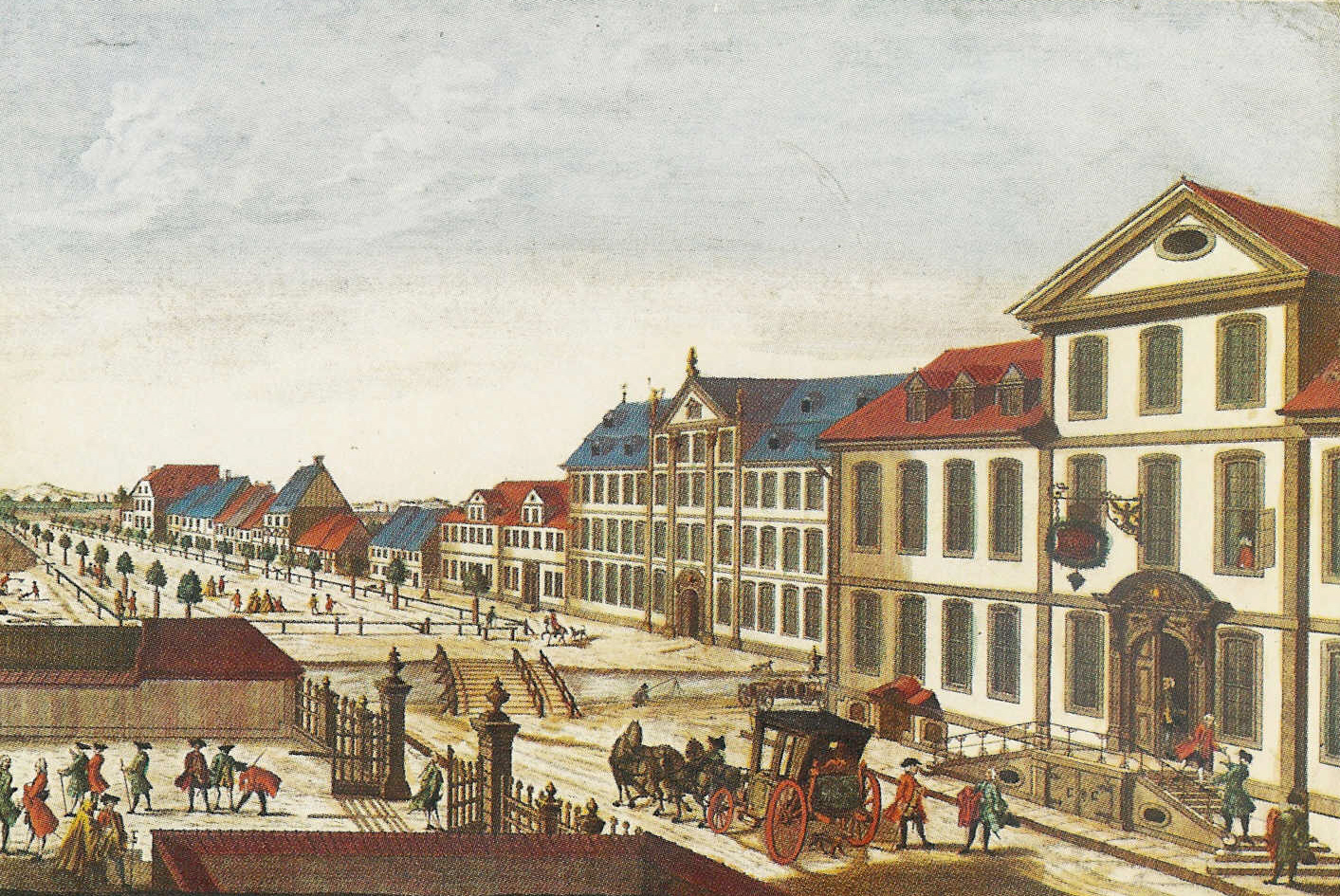
À droite : la maison de Michaelis à l'université de Göttingen